# Praça de Francisco Sá Carneiro (Porto)

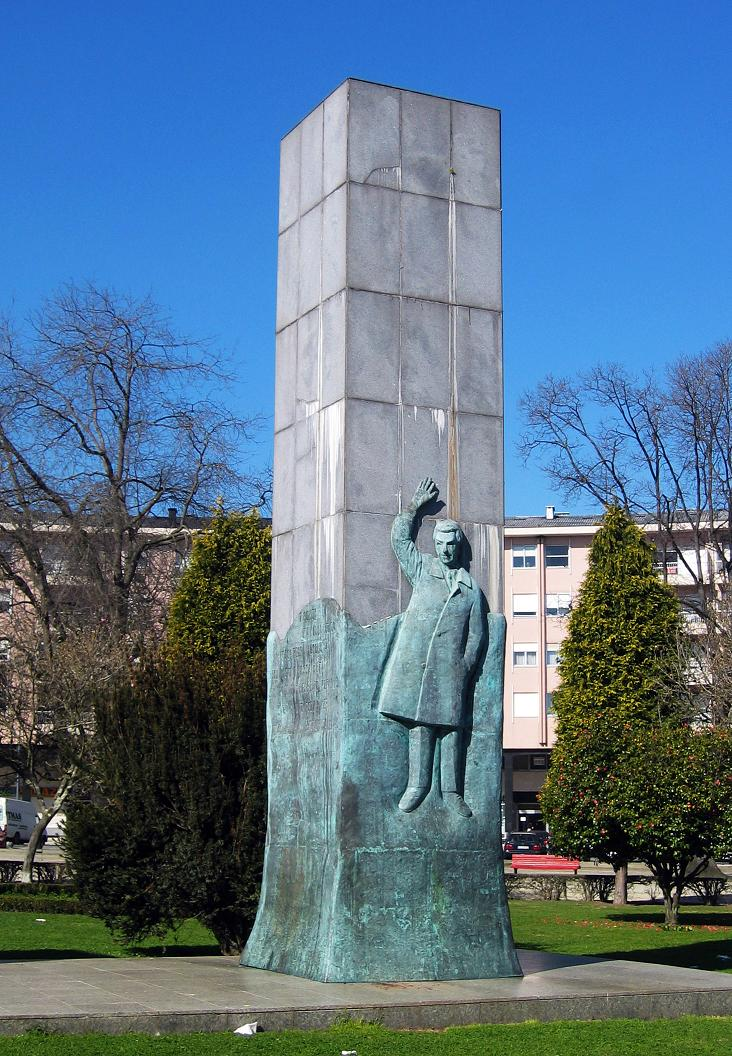
Estátua de Francisco Sá Carneiro

A Praça de Francisco Sá Carneiro — popularmente mais conhecida pela antiga designação de Praça de Velásquez — é uma praça na freguesia do Bonfim, da cidade do Porto, em Portugal.

## Origem do nome
O atual nome da praça data de 1981 e homenageia Francisco Sá Carneiro, político português, fundador e líder do Partido Social Democrata e primeiro-ministro de Portugal, nascido no Porto e que faleceu tragicamente em 1980.

## Pontos de interesse
- Monumento a Francisco Sá Carneiro, inaugurado em 1990, da autoria do escultor Gustavo Bastos.

## Acessos
- Estação Combatentes (600 m para NO)
- Linhas 300, 301, 305, 401, 402, 805 e 806 dos STCP.